# 199953 Mingnaiben
199953 Mingnaiben este un asteroid din centura principală de asteroizi.

## Descriere
199953 Mingnaiben este un asteroid din centura principală de asteroizi. A fost descoperit pe 18 aprilie 2007 la XuYi în cadrul programului PMO NEO Survey. Asteroidul prezintă o orbită caracterizată de o semiaxă mare de 2,37 ua, o excentricitate de 0,09 și o înclinație de 6,8° în raport cu ecliptica.